# Andrena knuthiana
Andrena knuthiana är en biart som beskrevs av Cockerell 1901. Andrena knuthiana ingår i släktet sandbin, och familjen grävbin. Inga underarter finns listade i Catalogue of Life.